# Mexistylochus tuberculatus
Mexistylochus tuberculatus är en plattmaskart. Mexistylochus tuberculatus ingår i släktet Mexistylochus och familjen Stylochidae. Inga underarter finns listade i Catalogue of Life.